# Фрідріх Вільгельм Шадов
Фрідріх Вільгельм фон Шадов (нім. Friedrich Wilhelm von Schadow; 6 вересня 1788, Берлін — 19 березня 1862 , Дюссельдорф) — німецький художник. Разом із представником назарейців Петером фон Корнеліусом заснував Дюссельдорфську художню школу.

## Життєпис
Фрідріх Вільгельм фон Шадов — син скульптора Йоганна Готтфріда Шадова. Свої перші уроки мистецтва Фрідріх отримав від батька. 
У 20 років Фрідріх Вільгельм вступив до Берлінської академії мистецтв і навчався там у Фрідріха Георга Вейча та Карла Вільгельма Ваха. У 1806 портрет Юлії Цельтер роботи Шадов взяв участь у великій академічній виставці. Донька Карла Фрідріха Цельтера постала на портреті в образі святої Цецилії Римської у стилі Джона Флаксмана. У 1806—1807 Шадов перебував на службі в прусській армії.
Успішно закінчивши Академію, Фрідріх Вільгельм разом із братом скульптором Рудольфом Шадов вирушив до Італії. Там він познайомився з данським скульптором Бертелем Торвальдсеном, а через нього увійшов до кола художників, які оберталися навколо Кароліни фон Гумбольдт. Творчість назарейців Петера фон Корнеліуса, Фрідріха Овербека, Філіпа Фейта та Карла Вільгельма Ваха справила на Шадова велике враження, і він вирішив приєднатися до цієї групи у 1813 році.

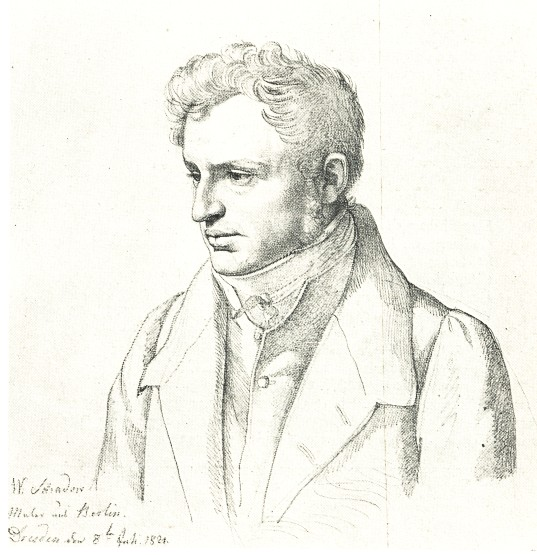
Фрідріх Вільгельм фон Шадов

У 1814 під впливом Фрідріха Овербека Шадов перейшов у католицтво. Під час свого перебування у Римі Шадов писав переважно монументальні полотна на релігійну тематику в академічно-класицистському стилі. 
У 1816—1818 разом із Корнеліусом, Овербеком та Фейтом Шадов брав участь у оформленні вілли Бартольди. Влітку 1819 на прохання Карла Фрідріха Шинкеля Шадов повернувся до Берліна, де отримав звання доцента в Берлінській академії мистецтв.
В 1820 Шадов одружився з Шарлоттою фон Грошке, донькою придворного лікаря Йогана Готліба фон Грошке. У їхньому шлюбі народилися донька Софія, яка згодом стала дружиною Ріхарда Газенклевера, і син Йоганн Готфрід Рудольф Шадов, який згодом став генерал-лейтенантом прусської армії.
У 1822—1825 Шадов керував у Берліні великою майстернею, де завдяки заступництву короля навчалося багато учнів. В кінці 1825 Шадов закрив майстерню і був призначений пруським міністром у справах культів Карлом фон Штейном цум Альтенштейном директором Дюссельдорфської академії мистецтв, став наступником Петера фон Корнеліуса. Через кілька років у Дюссельдорф прибули найталановитіші його учні, серед яких були Едуард Бендеман, Теодор Гільдебрандт, Юліус Гюбнер, Франц Іттенбах, Генріх Гофман, Карл Фрідріх Лессінг і Карл Фердинанд Зон, що сприяло становленню Дюссельдорфської художньої школи.
У 1857 напередодні свого 69-го дня народження Шадова розбив удар[що?], від якого він уже не зміг оговтатися. Через два роки Шадов склав усі свої повноваження та пішов із громадського життя.

## Галерея

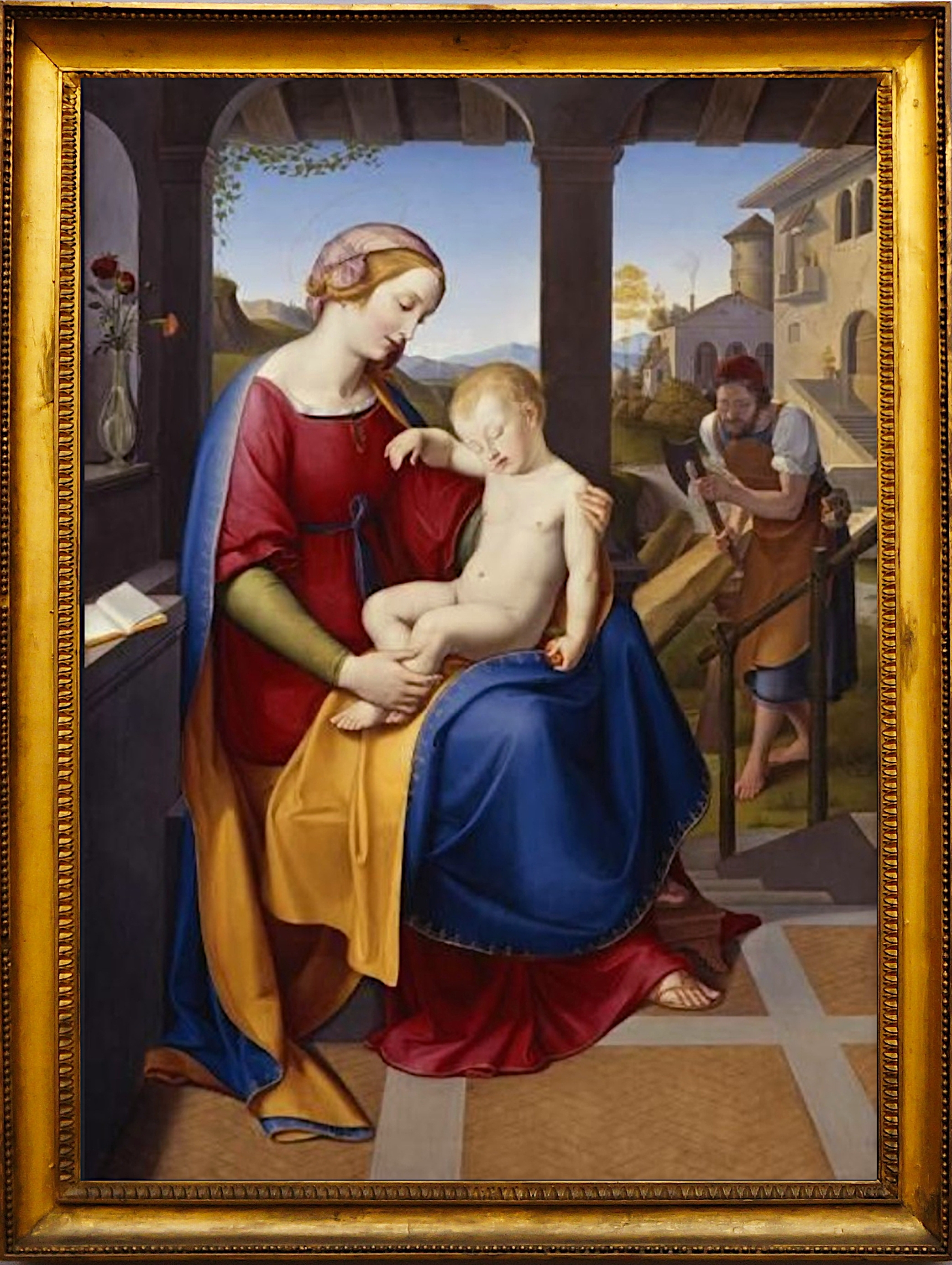
Святе сімейство . 1818, Нова Пінакотека, Мюнхен .
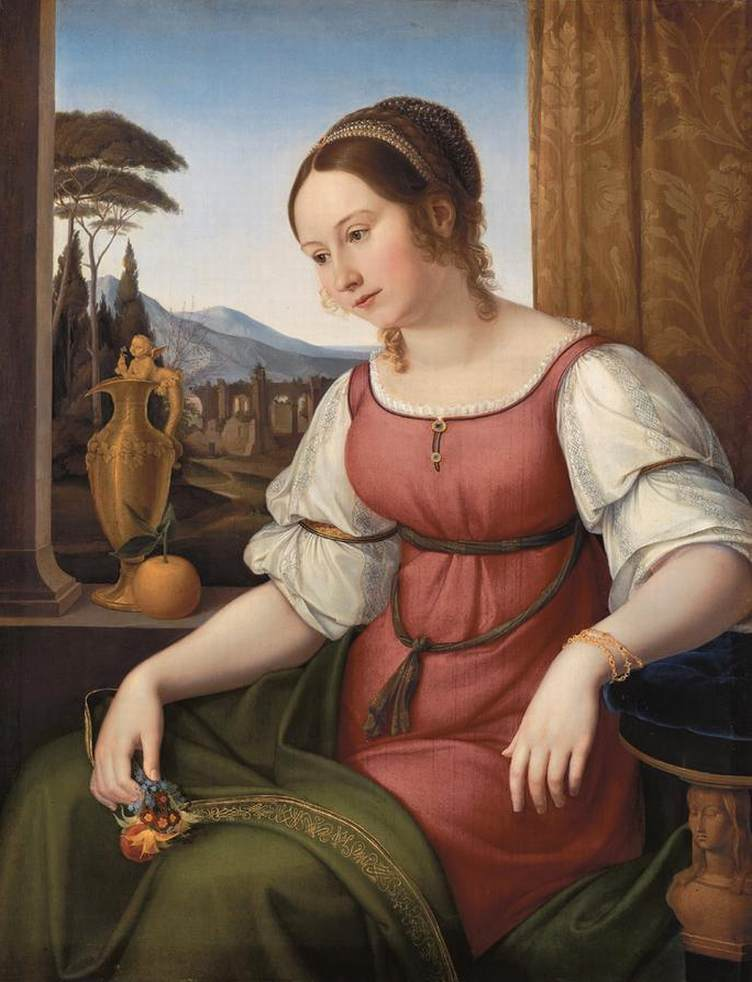
Портрет юної римлянки (Ангелін Магтті). 1818, Нова Пінакотека, Мюнхен .
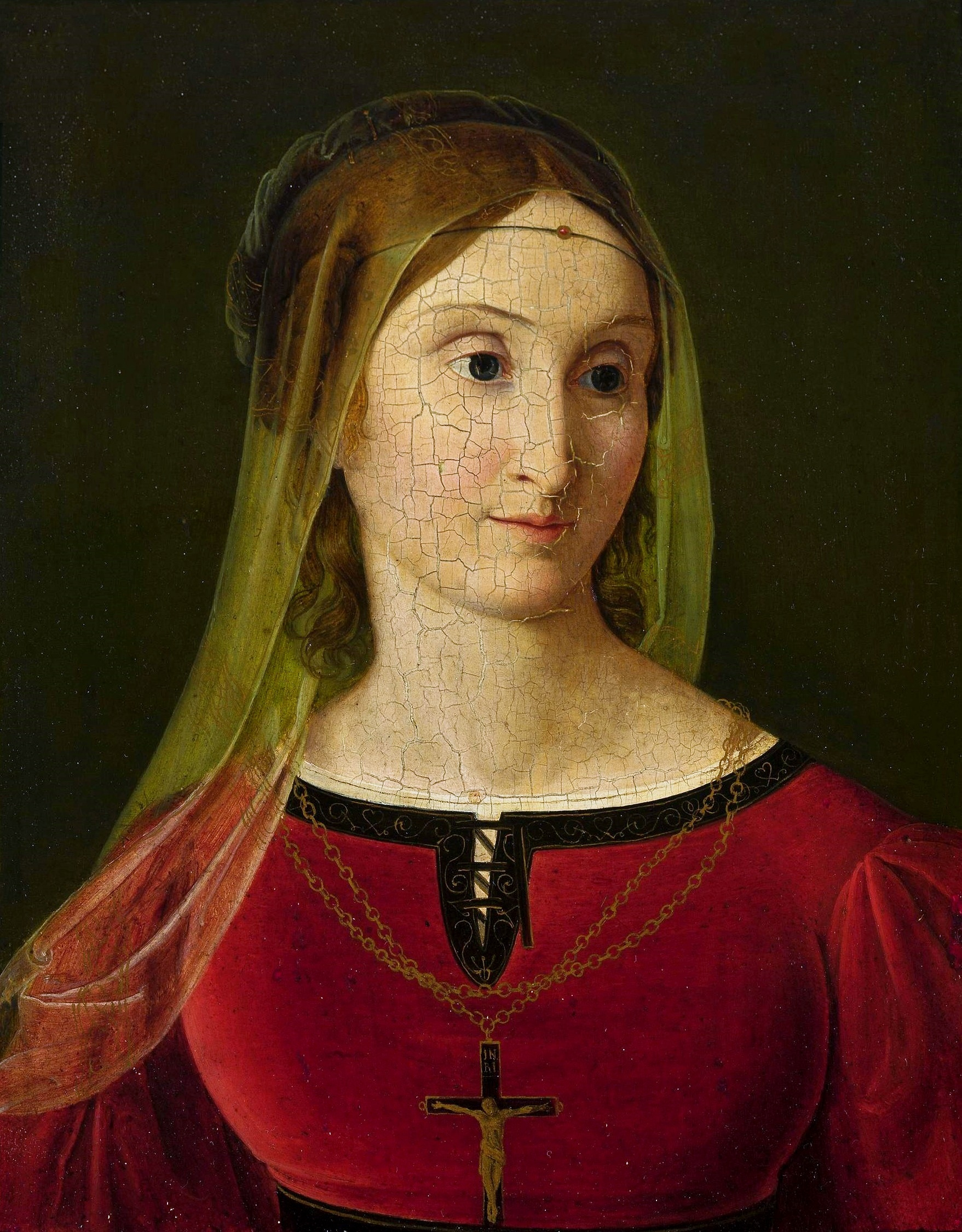
Марія Потоцька, уроджена Ржевуська, в одязі епохи ренесансу . 1820-ті, Національний музей (Варшава) .
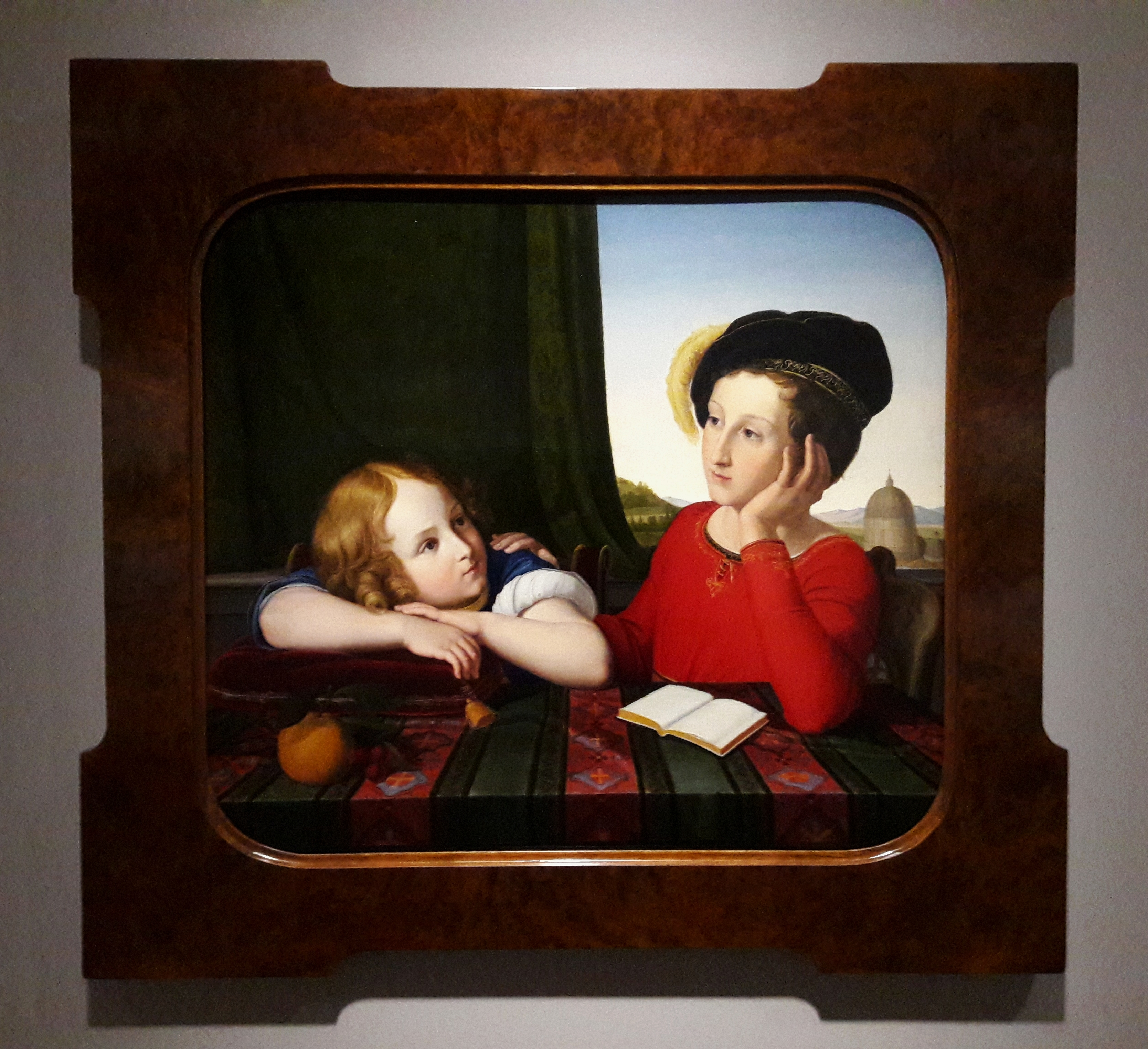
Венцеслав та Костянтин Потоцькі, сини Марії Потоцької (Ржевуської) та Ярослава Потоцького . 1820, Національний музей (Варшава) .
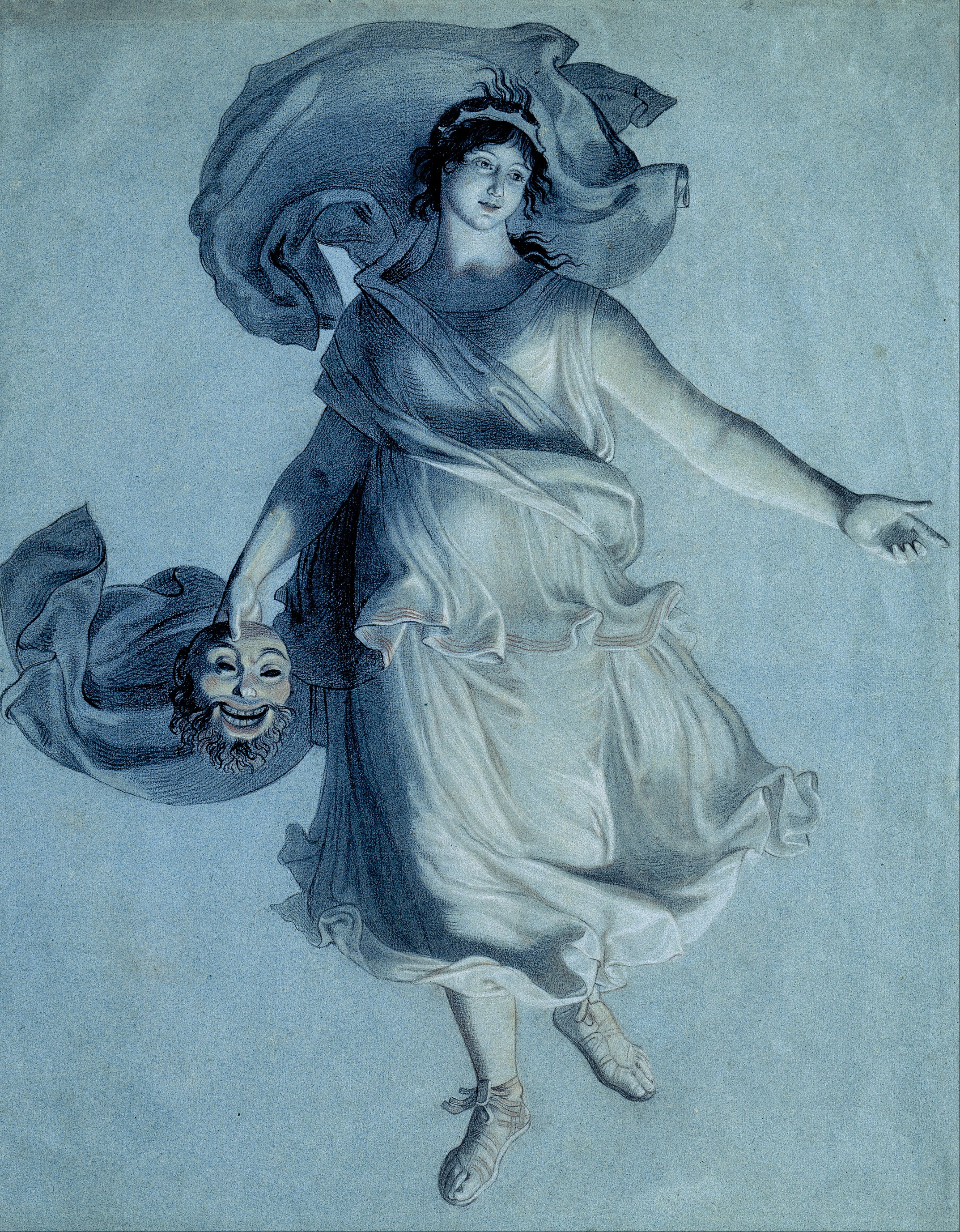
Муза трагедії (малюнок). Після 1802, музей Кунстпаласт, Дюссельдорф .
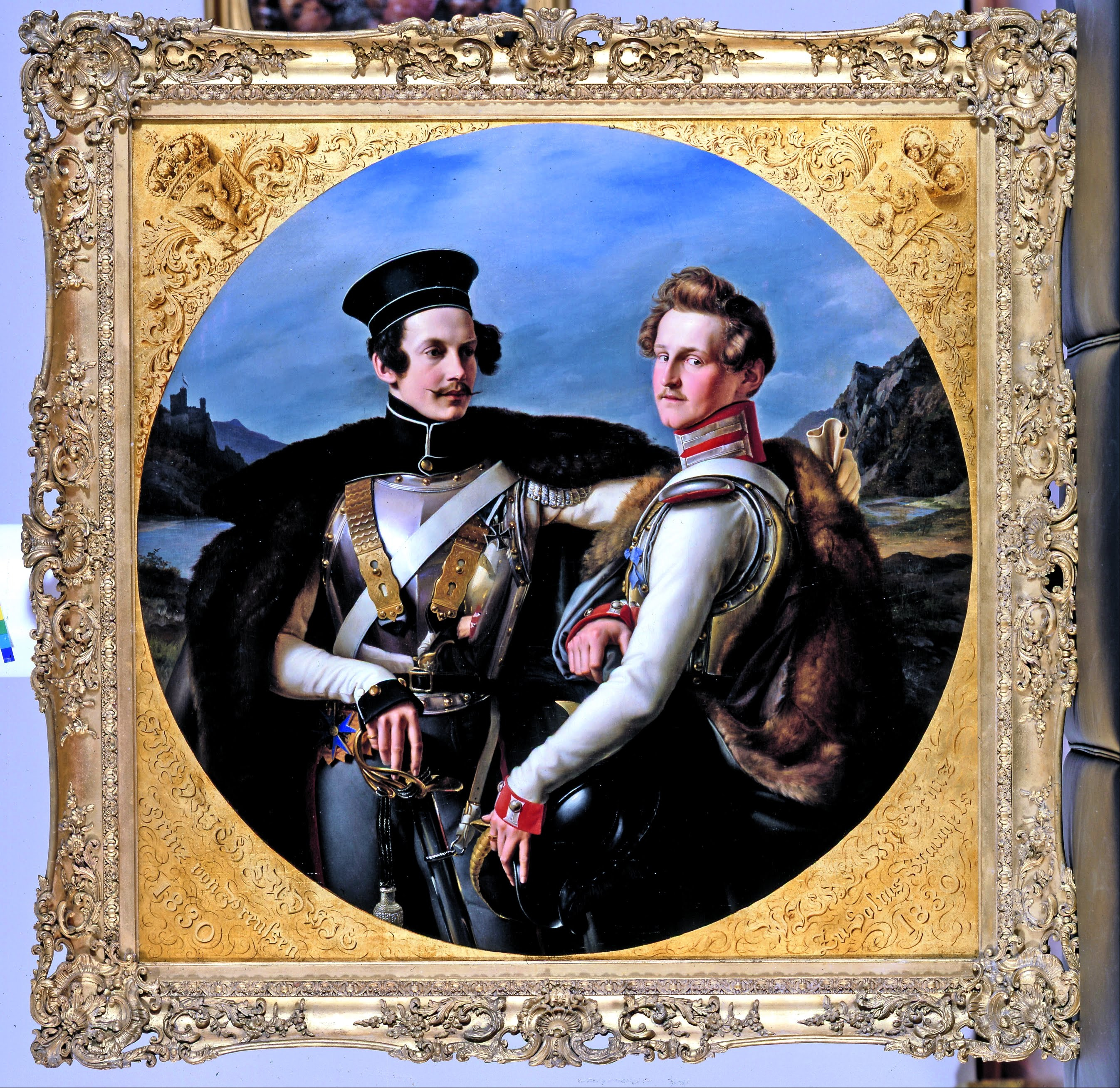
Подвійний портрет принца Фрідріха Прусського та принца Вільгельма Сольмс-Браунфельського у кірасирській формі. 1830, музей Кунстпаласт, Дюссельдорф .
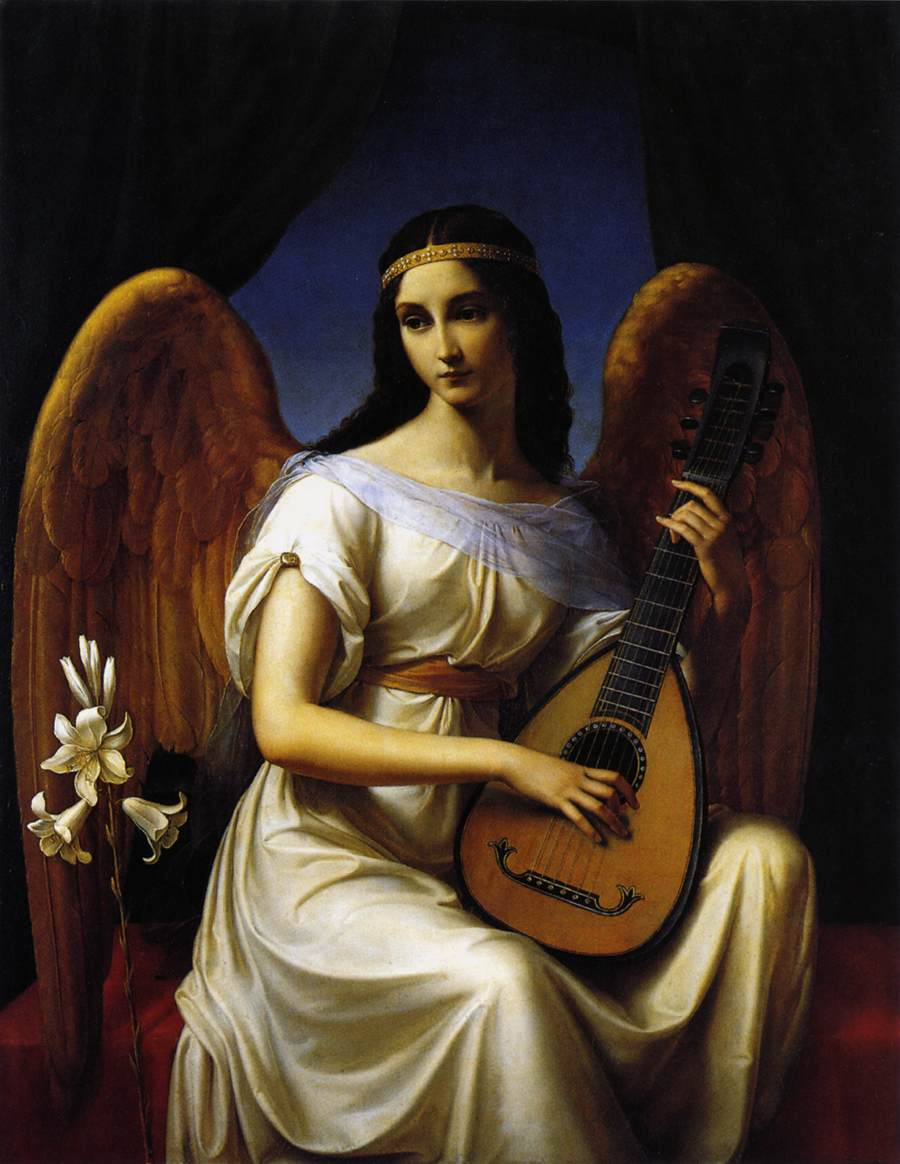
Міньйона . 1828, Музей образотворчих мистецтв (Лейпциг) .
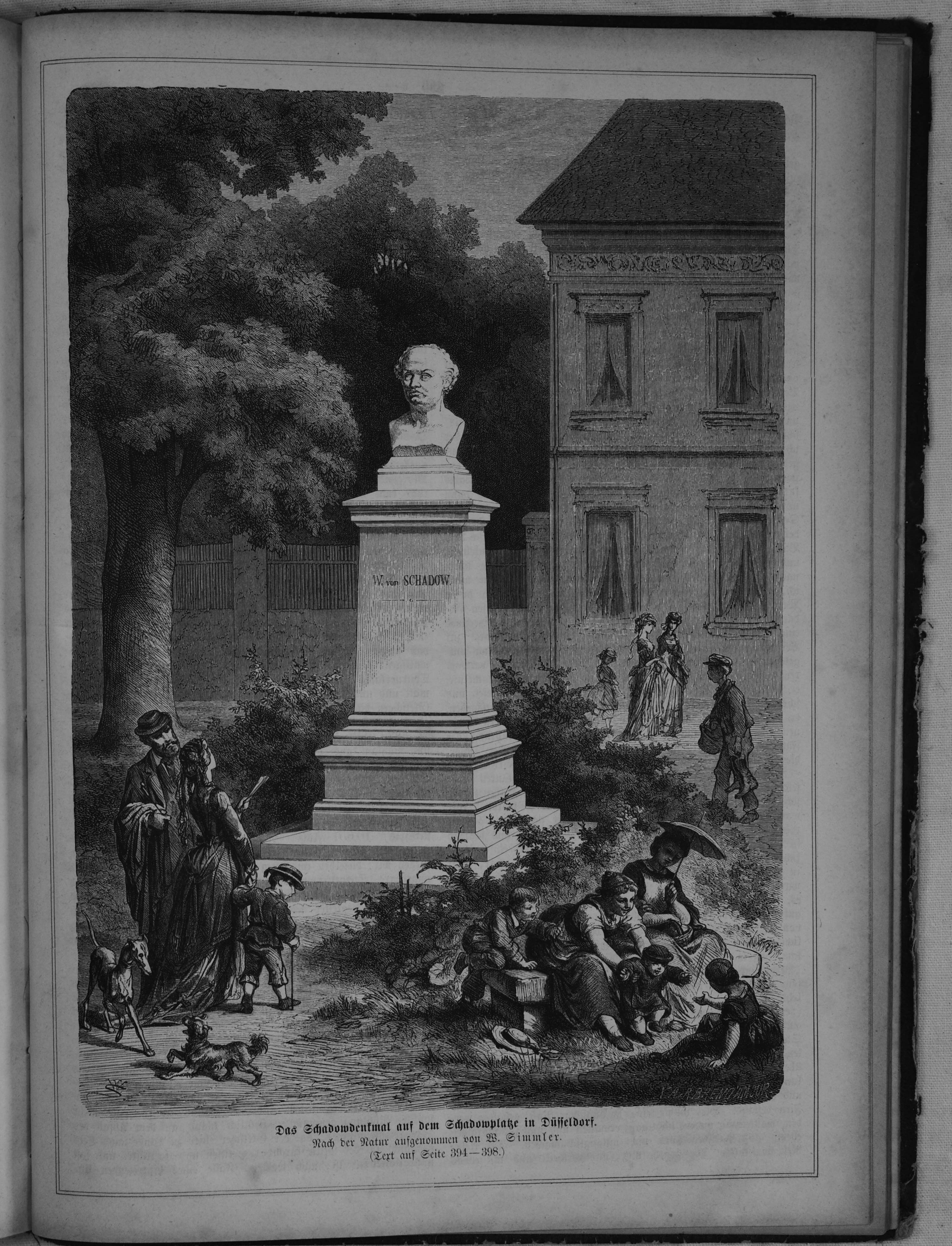
Пам'ятник Фрідріху Вільгельму фон Шадову у Дюссельдорфі . 1869, скульптор Август Віттіг. Пам'ятник зберігся  .